# Wandsetal
Das Wandsetal ist ein ca. 10,5 km langer und durchschnittlich 100 m breiter Grünstreifen. Das Tal beginnt am Kuhmühlenteich und erstreckt sich bis zum östlichen Rand der Großstadt Hamburg nach Rahlstedt entlang des Wasserlaufs der Wandse. Der Bach Wandse ist eingebettet in eine grüne Landschaftsachse mit mal engen, mal parkartig aufgeweiteten Grünräumen, mit Auenwiesen, mit aufgestauten Mühlenteichen und jüngerem, teils weit über hundert Jahre altem Baumbestand.

## Geologie
Mehrere Eiszeiten haben die Landschaft geformt. Die Grund- und Endmoränen geben dem Wandsetal einen hügeligen Charakter und den Bächen ein für das Norddeutsche Tiefland überraschend hohes Gefälle – so überwindet z. B. die Wandse allein im Gebiet des Bezirks Wandsbek eine Höhendifferenz von fast 30 m, das Sohlgefälle wird durch zehn Staustufen/Rückhaltebecken reduziert.

## Bedeutung in der Entwicklung Wandsbeks
Bevor der Name Wandse sich zu Beginn des 19. Jahrhunderts einbürgerte, wurde der Bach als „Bek“ oder „Mühlenbek“ bezeichnet. Dieser Name verweist auf die acht Wassermühlen, die die Wandse früher antrieb und an die heute die Mühlenteiche erinnern. Damit war die Wandse, die ein relativ starkes Gefälle aufweist, der betriebsamste Zufluss zur Alster. Die Energie, die die Wasserkraft der Wandse lieferte, trug entscheidend zur wirtschaftlichen Entwicklung des Guts und späteren Fabrikorts Wandsbek bei. Gewerbebetriebe siedelten sich an der Wandse an, der Wasserlauf wurde umgeleitet, begradigt und aufgestaut. Heute noch an der Wandse bestehende Gewerbestandorte erklären sich aus dieser geschichtlichen Entwicklung.
Die enorme Breite des Grünstreifens für den Bach Wandse und den Wandsewanderweg erklärt sich aus dem gescheiterten Versuch, die Wandse an den Eilbekkanal anzuschließen und bis zum heutigen Freibad Ostende schiffbar zu machen. Der Antrag von 1882 wurde zwar bewilligt, scheiterte aber am Widerstand Hamburgs, den Eilbekkanal bis an die damalige Stadtgrenze fortzuführen.

## Parkanlagen
- Eichtalpark (Wandsbek)
- Fischers Park (Wandsbek)
- Liliencron-Park (Rahlstedt)[3]